# Imigração irlandesa nos Estados Unidos

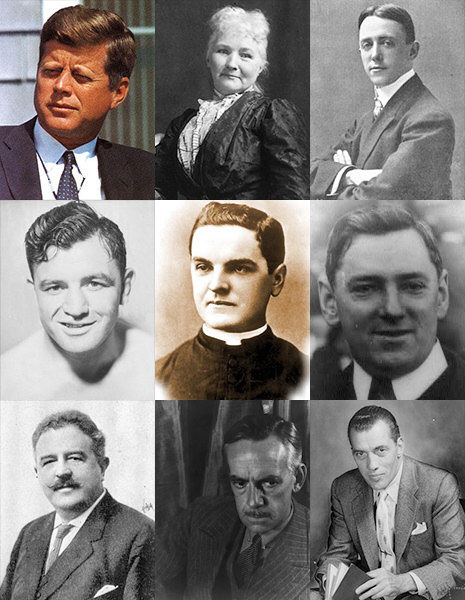
Irlandeses-americanos

A imigração irlandesa nos Estados Unidos foi intensa. De acordo com dados do censo americano, 33,1 milhões de americanos disseram ter ascendência irlandesa, 10,4% da população dos Estados Unidos. Este número é sete vezes maior que a população da Irlanda, que conta com somente 4,6 milhões de habitantes. É também a segunda maior ancestralidade apontada pelos americanos, perdendo apenas para a alemã. Outros 3,5 milhões (1% dos americanos) disseram descender de Scotch-Irish ("escoceses-irlandeses"). Porém, esses dados devem ser analisados com cautela, pois são baseados na autodeclaração dos entrevistados, o que pode não refletir a realidade demográfica.
Os irlandeses imigraram para os Estados Unidos desde os tempos coloniais. No século XVII, chegaram poucos irlandeses, a maioria católicos e muitos foram trabalhar como servos. Por sua vez, no século XVIII, chegaram dezenas de milhares de irlandeses às Treze Colônias, a maioria deles, protestantes de Úlster, no norte da Irlanda, sendo predominantemente presbiterianos, mas também anglicanos e quakers. Esses protestantes foram morar principalmente na região dos Apalaches, e seus descendentes são geralmente conhecidos como Scotch-Irish.
Porém, foi no século XIX que a imigração irlandesa para os Estados Unidos atingiu seu auge, principalmente em decorrência da grande fome de 1845–1849 na Irlanda. Grande parte da população irlandesa dependia de batata para se alimentar, o que resultou numa tragédia quando o phytophthora infestans contaminou as plantações de batata do país. Cerca de um milhão de irlandeses morreram de fome, e cerca de dois milhões imigraram para sobreviver. Essa imigração foi predominantemente composta por católicos.
Os irlandeses e seus descendentes estão espalhados por todo o território norte-americano e têm participação ativa na sociedade local. Vinte e sete presidentes dos Estados Unidos tinham alguma ascendência irlandesa, de Andrew Jackson até o presidente Joe Biden.

## A imigração durante o período colonial
Metade dos imigrantes irlandeses nos Estados Unidos colonial (1607–1775) veio da província irlandesa de Úlster, enquanto a outra metade veio das outras três províncias (Leinster, Munster e Connacht). Durante o século XVII, a imigração da Irlanda para as Treze Colônias foi pequena. De acordo com o Dictionary of American History, de 50.000 a 100.000 irlandeses, mais de 75 por cento deles eram católicos, vindo para a América no século XVII, enquanto outros mais de 100.000 católicos irlandeses chegaram no século XVIII. Irlandeses que trabalhavam sob o sistema de servidão formavam o grupo mais comum, e, na década de 1740, nove em cada dez servos eram irlandeses.

A região dos Apalaches, onde os imigrantes irlandeses mais concentraram-se, durante o período colonial

No século XVIII, a emigração da Irlanda para as Treze Colônias deixou de ser predominantemente católica para ser principalmente protestante e, permaneceria assim, com exceção da década de 1790, até meados da década de 1830, com os presbiterianos constituindo a maioria absoluta, até 1835.  Esses irlandeses descendiam principalmente de pastores e administradores coloniais escoceses e ingleses, que, no século anterior, haviam imigrado para o norte da Irlanda, com incentivo do governo britânico. De 1717 a 1775, embora as estimativas acadêmicas variem, estima-se que 250.000 irlandeses emigraram para as Treze Colônias. Nos Estados Unidos, seus descendentes ficariam conhecidos como "Scotch-Irish" ou "Scots-Irish" ("escoceses-irlandeses"). Esse termo, porém, é problemático, porquanto parte do pressuposto de que esses irlandeses eram descendentes de colonos escoceses que migraram para o norte da Irlanda e, após algumas gerações, para os Estados Unidos; contudo sabe-se que muitos desses irlandeses eram descendentes de colonos ingleses e galeses, e não somente de escoceses. Embora os presbiterianos, predominantemente de origem escocesa, formaram o maior elemento dentro da emigração de Úlster para a América colonial, os anglicanos e os quakers de origem inglesa também participaram. Estima-se que 30% dos que deixaram Úlster para a América colonial eram protestantes, mas não presbiterianos.
Os Scotch-Irish estabeleceram-se no interior dos Apalaches meridionais e nas Carolinas. Como eles chegaram tardiamente, as zonas costeiras das Treze Colônias já estavam ocupadas ou eram muito caras, de modo que eles rapidamente partiram para o interior mais montanhoso, onde a terra poderia ser obtida com menos custos. O início da vida na fronteira foi desafiador, mas a pobreza e as privações já eram familiares para eles. Os Scotch-Irish estavam frequentemente em conflito com as tribos indígenas que viviam do outro lado da fronteira. Foram eles que travaram a maior parte dos combates contra indígenas na fronteira americana, de New Hampshire às Carolinas. Os Scotch-Irish tendiam a trabalhar como fazendeiros independentes, mas não como latifundiários ou senhores de escravos. De fato, as poucas áreas anti-escravagistas do Sul incluíam as áreas onde os Scotch-Irish estavam concentrados. A família de Abraham Lincoln veio dessa região.
Os Scotch-Irish tornaram-se o principal grupo cultural nessas áreas, e seus descendentes estavam na vanguarda do movimento para o oeste, atravessando da Virgínia para o Tennessee e o Kentucky, e daí para Arkansas,  Missouri e Texas. No século XIX, misturaram-se com colonos ingleses e alemães e acabaram por perder a sua identificação com a Irlanda. Tornaram-se "americanos". Seus descendentes tiveram uma grande influência sobre a cultura dos Estados Unidos, por meio de contribuições como a música country que, depois, se tornaria popular em todo o país.
Do ponto de vista econômico, a colonização dos Scotch-Irish foi mal sucedida, quando comparados, por exemplo, com os alemães que se fixaram na mesma região. Os alemães prosperaram, enquanto que os Scotch-Irish produziram um dos bolsões de pobreza mais duradouros entre os americanos brancos. Tanto os Scotch-Irish quanto os alemães dedicavam-se principalmente à agricultura familiar. Em geral, os Scotch-Irish chegaram antes dos alemães, portanto puderam escolher as melhores terras; mas, mesmo assim, as comunidades Scotch-Irish ficaram para trás economicamente. Em uma geração, os alemães alcançaram um sucesso econômico impressionante, muitas vezes passando para a classe média, enquanto os Scotch-Irish ficaram para trás na pobreza, e muitos dos seus descendentes permanecem assim até hoje. O termo pejorativo "hillbilly" tem sido frequentemente aplicado a seus descendentes.

## A imigração em massa do século XIX
| Imigração irlandesa nos Estados Unidos (1820–1975) | Imigração irlandesa nos Estados Unidos (1820–1975) | Imigração irlandesa nos Estados Unidos (1820–1975) | Imigração irlandesa nos Estados Unidos (1820–1975) |
| -------------------------------------------------- | -------------------------------------------------- | -------------------------------------------------- | -------------------------------------------------- |
| Período                                            | Número de imigrantes                               | Período                                            | Número de imigrantes                               |
| 1820–1830                                          | 54,338                                             | 1911–1920                                          | 146,181                                            |
| 1831–1840                                          | 207,381                                            | 1921–1930                                          | 220,591                                            |
| 1841–1850                                          | 780,719                                            | 1931–1940                                          | 13,167                                             |
| 1851–1860                                          | 914,119                                            | 1941–1950                                          | 26,967                                             |
| 1861–1870                                          | 435,778                                            | 1951–1960                                          | 57,332                                             |
| 1871–1880                                          | 436,871                                            | 1961–1970                                          | 37,461                                             |
| 1881–1890                                          | 655,482                                            | 1971–1975                                          | 6,559                                              |
| 1891–1900                                          | 388,416                                            |                                                    |                                                    |
| 1901–1910                                          | 399,065                                            |                                                    |                                                    |
| Total : 4,720,427                                  |                                                    |                                                    |                                                    |

### A situação dramática na Irlanda
No final do século XV, os britânicos controlavam apenas algumas cidades muradas e costeiras da Irlanda; contudo, com o avançar dos anos, acabaram por conquistar toda a ilha. O domínio britânico sobre a Irlanda foi muito severo com a população irlandesa. Muitos proprietários de terra católicos tiveram suas terras confiscadas e transferidas para colonos ingleses e escoceses de religião protestante. Em 1641, os irlandeses católicos eram proprietários de 75% das terras na Irlanda, porém, em 1665, essa porcentagem caiu para 20% e, em 1790, para apenas 14%. Sob o comando de Oliver Cromwell, os britânicos instituíram as Leis penais, que tentaram erradicar a religião católica na Irlanda e impedir que os irlandeses progredissem economicamente e politicamente. As atividades da Igreja Católica foram severamente limitadas e os católicos foram obrigados, por lei, a pagar dízimo para a construção de igrejas protestantes. Apenas a educação protestante era permitida e os católicos foram proibidos de votar, de ocupar cargos públicos e de casar com protestantes. Embora essas leis não tenham sido aplicadas integralmente, elas tinham como objetivo forçar os irlandeses a se converterem ao protestantismo e manter os católicos excluídos.

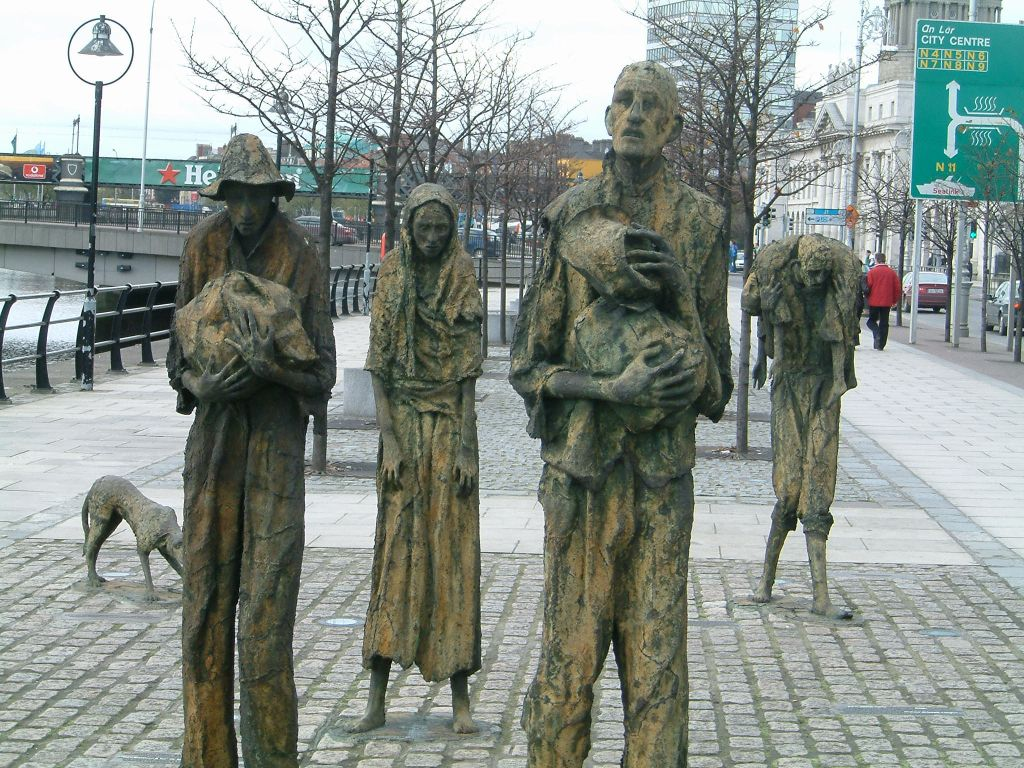
Memorial às vítimas da fome, em Dublin.

No século XIX, a situação dos camponeses irlandeses era dramática. Enquanto a expectativa de vida de um escravo nos Estados Unidos era de 36 anos, a de um camponês irlandês, na mesma época, era de apenas 19 anos. Os camponeses irlandeses praticamente só comiam batata e, ocasionalmente, peixe; a carne era uma raridade. De acordo com um relato da época, os irlandeses mais afortunados comiam batata três vezes ao dia; outros, menos afortunados, duas; aqueles em situação de indigência apenas uma; há alguns ainda mais destituídos, que ficam um ou mesmo dois dias sem qualquer alimentação. Os camponeses moravam em cabanas feitas de barro, com telhados de palha, geralmente sem ventilação. A pobreza dos irlandeses não tinha paralelo no mundo, e era uma pobreza que contrastava com a riqueza dos senhores de terras de ascendência inglesa ou escocesa. Uma classe média entre os senhores de terras e o campesinato era praticamente inexistente.
O baixo padrão de vida dos irlandeses, na década de 1830, era apenas um prelúdio da catástrofe que viria na década de 1840, quando o phytophthora infestans espalhou-se pelo país, contaminando as plantações de batata e destruindo a principal fonte de alimentação dos pobres, o que gerou uma onda de fome. Porém, as injustiças históricas cometidas pelos britânicos contra os irlandeses não são a única explicação para a pobreza irlandesa. A Irlanda já era pobre e fragmentada antes da colonização britânica e, mesmo após a independência em 1921, a Irlanda continuou sendo um dos países mais pobres da Europa ocidental, por várias décadas. Outros fatores, ligados à cultura, incluindo a baixa valorização dada à educação e ao empreendedorismo, também tiveram sua influência. Prova disso é que, mesmo morando em outros países, milhares de imigrantes irlandeses continuaram vivendo, por gerações, na pobreza. Outro aspecto cultural que atrapalhava os irlandeses era o sentimento de culpa associado ao sucesso econômico e aos bens materiais. Qualquer exibição de opulência ou pretensão de sucesso incorria em desaprovação fulminante. Na Irlanda, as pessoas que prosperavam eram vistas como trapaceiras — sendo acusadas, por exemplo, de receber dinheiro como recompensa por fornecer informações aos britânicos. Na década de 1840, quase 70% da força de trabalho irlandesa dependia da agricultura, e boa parte da sua população dependia quase que exclusivamente de batata para se alimentar.

### A grande fome devasta a Irlanda: a imigração em massa
Embora a partir da década de 1820 já se percebesse um forte crescimento imigratório de irlandeses para os Estados Unidos, o seu auge foi alcançado com a grande fome de 1845–1849 na Irlanda. No final do século XVII, a batata tornou-se um alimento importante na Irlanda e, no século XVIII, passou a ser a principal dieta alimentar dos irlandeses. Em meados do século XIX, dos cerca de 8,1 milhões de habitantes da Irlanda, em torno de 3,3 milhões dependiam quase que exclusivamente da batata para comer. Batatas eram boas especialmente para os pobres, porque seu plantio era incrivelmente barato e fácil de colher. Por exemplo, um acre de terra produzia batatas suficientes para abastecer uma família com cinco quilos de batatas por dia, durante um ano inteiro. Ademais, a batata adaptou-se melhor que outras culturas às condições frias e úmidas da Irlanda, tornando-a mais produtiva e mais confiável.
Por causa da dependência excessiva dos irlandeses da batata, eles não tinham nenhum alimento de reserva para substituí-la, o que resultou numa tragédia, quando, na década de 1840, várias plantações de batata foram contaminadas pelo phytophthora infestans. Cerca de um milhão de irlandeses morreram de fome ou de doenças relacionadas a ela, e cerca de dois milhões imigraram, de meados da década de 1840 a meados da década de 1850. Os mais pobres e desesperados imigravam para as vizinhas Inglaterra ou Escócia, enquanto muitos outros rumavam principalmente para os Estados Unidos, mas também para o Canadá e a Austrália. As condições dessa imigração em massa foram traumáticas e os navios que transportavam esses imigrantes eram conhecidos como "navios tumbeiros", pois os índices de mortalidade durante a viagem alcançavam os 30%, semelhantes aos navios negreiros que transportavam escravos da África.
A grande fome alterou as estruturas familiares da Irlanda, uma vez que, em meio ao caos, menos pessoas se casavam e tinham filhos, fazendo com que muitos passassem a viver sozinhos. Consequentemente, muitos cidadãos irlandeses estavam menos ligados a obrigações familiares e puderam mais facilmente migrar para os Estados Unidos nas décadas posteriores. Por volta de 1891, quase 40% da população irlandesa morava fora do país. A Irlanda foi um dos poucos países do mundo que viu a sua população encolher, por décadas: em 1841, a Irlanda tinha 8 milhões de habitantes, encolhendo para 4 milhões, em 1926. Em proporção à sua população, a Irlanda foi o país do mundo que mais perdeu pessoas para a emigração.

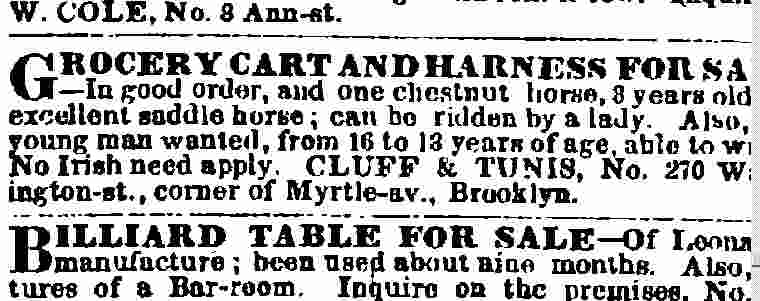
Um anúncio de emprego de 1854, publicado no New York Times, em que se lê "No Irish need apply" ou "Nenhum irlandês deve se candidatar".

### A imigração para os Estados Unidos
A maioria desses imigrantes instalou-se no Nordeste dos Estados Unidos, principalmente nos grandes centros urbanos, uma vez que ali eles poderiam criar suas próprias comunidades, que serviam de apoio e proteção nesse novo ambiente, e também porque eles não tinham capital para se mudar para o interior, tendo que se contentar em fixar residência perto dos portos em que desembarcavam. Cidades com grande número de imigrantes irlandeses incluíam Boston, Filadélfia e Nova York, bem como Pittsburgh, Baltimore, Detroit, Chicago, St. Louis, St. Paul, São Francisco e Los Angeles. Em 1910, haviam mais pessoas em Nova York de origem irlandesa do que em Dublin e, ainda hoje, muitas dessas cidades ainda mantêm uma comunidade irlandesa substancial.

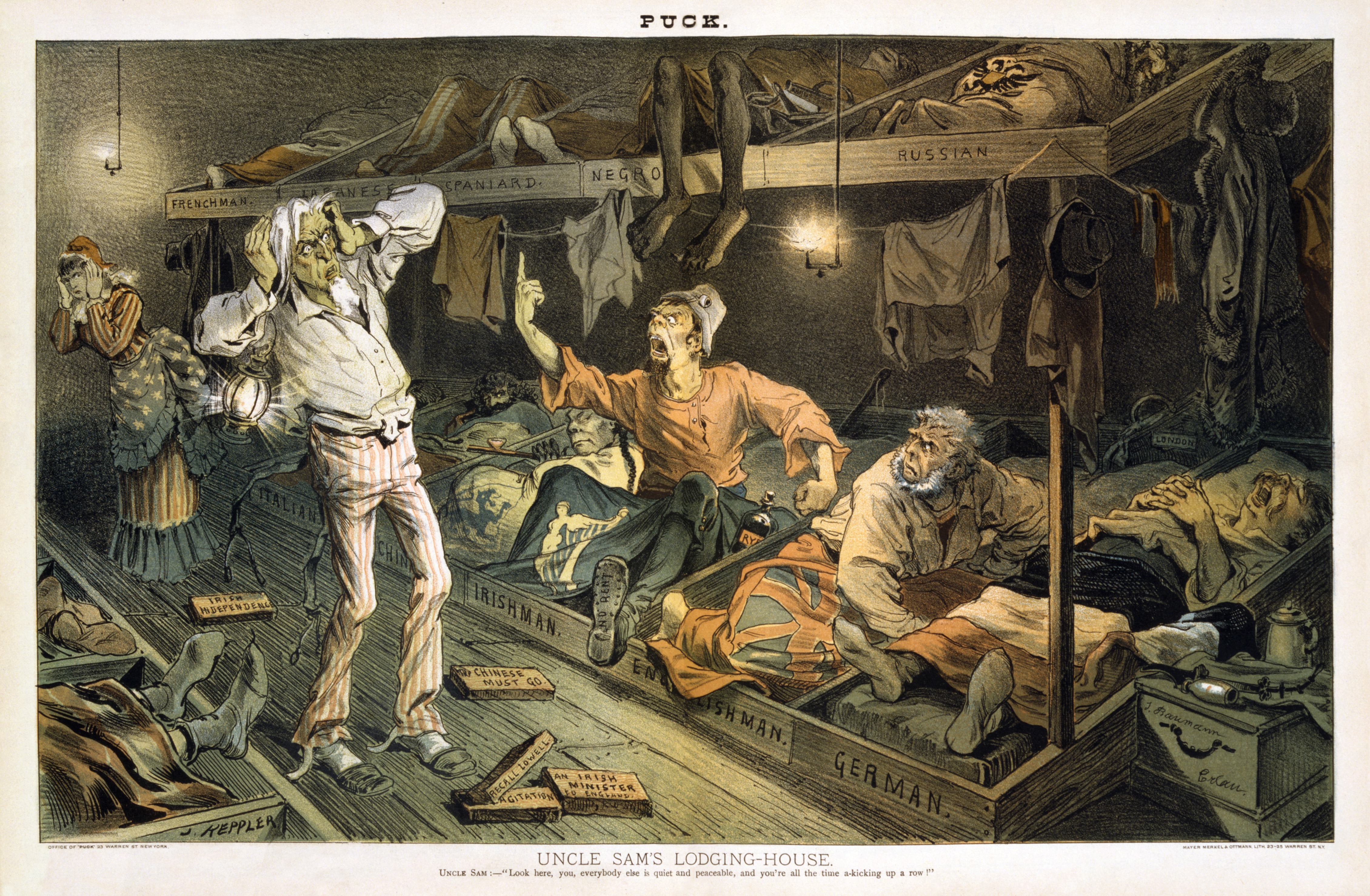
Uma ilustração de 1882, que retrata o irlandês como encrenqueiro. Além do estereótipo de serem violentos, os irlandeses também eram tachados de alcoólatras, nos Estados Unidos.

Nos Estados Unidos, os irlandeses concentraram-se nos empregos menos qualificados, mais difíceis, servis e perigosos. Muitos eram destituídos de tudo, pois tinham gasto suas poucas economias para pagar a viagem da imigração. Concentravam-se em apenas uma ocupação: a de mão de obra desqualificada, mais do que qualquer outro grupo de imigrantes, e muitos nunca conseguiram sair dessa situação. Os imigrantes irlandeses viviam amontados em favelas decadentes e imundas, sem água corrente interna ou qualquer meio eficaz de esgoto. A violência era comum, e as comunidades irlandesas tinham a má reputação de serem perigosas. Em alguns bairros irlandeses de Nova Iorque, a polícia só entrava em grupos formados por pelo menos seis policiais. O estereótipo de que irlandeses eram alcoólatras e violentos tornou-se comum nos Estados Unidos, e os irlandeses eram vistos como vizinhos ou empregados indesejáveis. Na década de 1850, mais da metade das pessoas presas em Nova Iorque eram irlandesas — geralmente por embriaguez ou comportamento desordeiro, e não por crimes graves. Em Boston, por exemplo, o número de bares (saloons) cresceu quase 50% em apenas três anos, devido ao grande influxo de imigrantes irlandeses na década de 1840. Quando os irlandeses mudavam-se para um bairro, "o êxodo de residentes não irlandeses começava".
Beber muito foi um método que muitos irlandeses encontraram para lidar com a devastação causada pela fome. Além disso, os jovens irlandeses exibiam sua masculinidade "bebendo como homens", o que implicava uma demonstração de tolerância ao álcool na cultura irlandesa. A tolerância ao álcool entrava em choque com os valores da classe média protestante norte-americana, que associava o uso da bebida a males sociais como pobreza e insanidade. O movimento da temperança, de meados do século XIX, por exemplo, foi um movimento social contra o consumo de bebidas alcoólicas que tinha como alvos principais os imigrantes irlandeses e alemães. Já no século XX, a luta contra bebidas alcoólicas culminaria na lei seca
Nos Estados Unidos, há registros de anúncios de emprego do século XIX com a frase "nenhum irlandês deve se candidatar" ou com a frase "qualquer cor ou nacionalidade, exceto irlandês"; outros anúncios eram menos explícitos, mas exigiam que o candidato fosse "protestante". Nos Estados Unidos, os homens irlandeses trabalhavam construindo estradas e canais, extraindo carvão ou exercendo muitos outros trabalhos pesados, e também como operários em fábricas. Por sua vez, as mulheres irlandesas trabalhavam como empregadas domésticas — em 1855, 99% das empregadas domésticas de Nova Iorque eram irlandesas. Já em 1920, 80% das irlandesas que trabalhavam continuavam sendo empregadas domésticas.
As condições de trabalho a que eram submetidos os irlandeses nos Estados Unidos eram difíceis. Jornais da época relatavam que os imigrantes que trabalhavam na construção de canais e de ferrovias eram tratados "como escravos". Os salários pagos aos irlandeses eram baixos; em geral ganhavam 1 dólar por dia ou até menos. Como seus salários não eram fixos, eles eram pagos parcialmente em uísque e em créditos em lojas, ou em mercadoria, vendidas a preços elevados. Todavia, muitos imigrantes irlandeses percebiam que a sua vida nos Estados Unidos era melhor do que na Irlanda. Embora os irlandeses enfrentassem dificuldades econômicas, eles ainda tinham mais oportunidades de melhorar a sua vida nos Estados Unidos do que na Irlanda.

### Ascensão na política

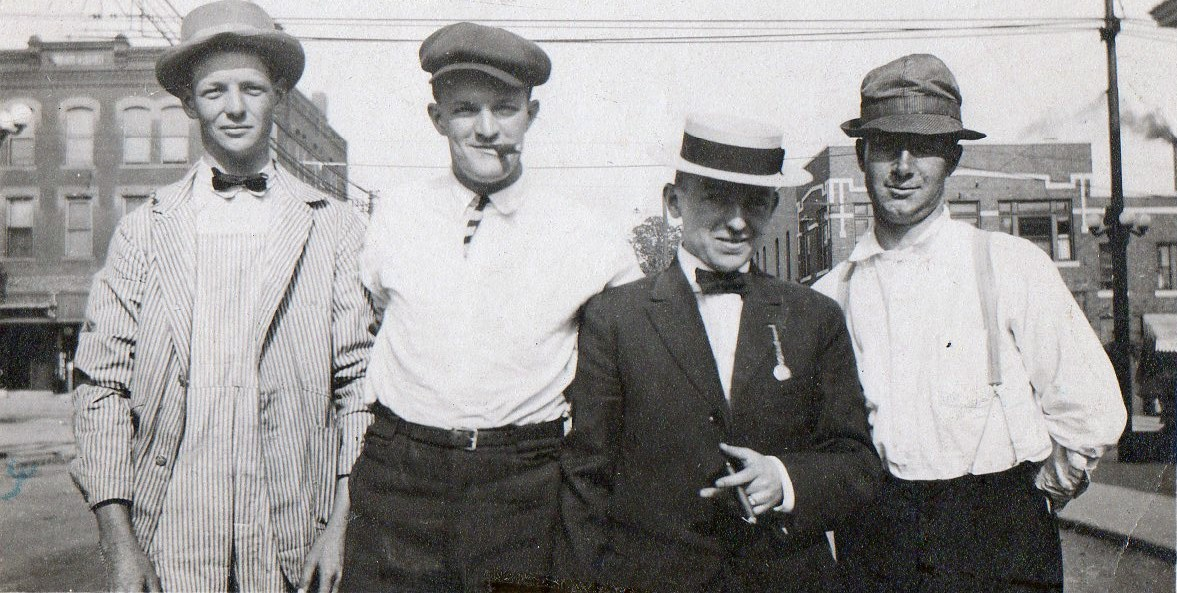
Imigrantes irlandeses em Kansas City (Missouri), c. 1909

Nos Estados Unidos, a política tornou-se uma área de grande sucesso dos irlandeses. Uma explicação para esse sucesso pode ser traçada a características observadas na cultura irlandesa: "A sagacidade e a adaptabilidade irlandesas, um dom para a oratória, uma certa vivacidade e uma qualidade humana calorosa que fizeram deles os melhores colegas de todos os tempos — especialmente em campanhas eleitorais — permitem que os irlandeses passem rapidamente de assistentes de campanha municipal a chefes da cidade, e a funcionários municipais, estaduais e federais de alta distinção". Os imigrantes irlandeses trouxeram com eles um ódio à aristocracia, ao exclusivismo e a pretensões de superioridade. Um fator essencial para o sucesso político dos irlandeses é que eles provinham de comunidades pobres compostas por trabalhadores comuns, portanto, eles tinham plena consciência das necessidades dessas pessoas.
No final do século XIX, a máquina política irlandesa já dominava cidades americanas, de Nova Iorque a São Francisco. Chefes políticos de origem irlandesa permaneceram nas suas respectivas máquinas eleitorais por décadas. O domínio político permitiu aos irlandeses controlar diversos postos de trabalho por meio do clientelismo, desde cargos elevados no judiciário até cargos menores, como de limpadores de ruas, os quais ainda eram muito importantes para os irlandeses cujo emprego estável era considerado uma bênção. Em 1880, o irlandês William R. Grace foi eleito como primeiro prefeito católico da cidade de Nova York e Hugh O’Brien foi eleito como primeiro prefeito católico irlandês de Boston, quatro anos depois. Todavia, o sucesso político dos irlandeses não necessariamente se traduzia em avanços econômicos para as massas irlandesas: em 1890, 42% dos irlandeses nos Estados Unidos ainda trabalhavam em empregos subalternos ou servis.

### Ascensão social nos Estados Unidos
Os irlandeses foram a nacionalidade europeia que demorou mais tempo para melhorar de vida nos Estados Unidos. Grande número de irlandeses desempregados ou muito pobres viviam em condições precárias em favelas e cortiços das cidades americanas. Os irlandeses eram os mais pobres de todos os grupos de imigrantes que chegaram aos Estados Unidos no século XIX. Inicialmente, a maioria dos imigrantes irlandeses vivia em condições de pobreza. Como muitos chegaram aos Estados Unidos em condições de miséria, os irlandeses aceitavam qualquer moradia acessível que encontravam, e a maioria dessas moradias eram miseráveis. Os irlandeses viviam em cortiços lotados, frequentemente com vinte ou mais famílias morando na mesma casa. A taxa de mortalidade entre os filhos dos imigrantes irlandeses era assustadoramente alta. Doenças, como a cólera, sempre devastavam os irlandeses que viviam em barracos nas seções oeste e leste da cidade de Nova Iorque.
Apesar da pobreza generalizada, muitos imigrantes irlandeses estavam contentes de morar nos Estados Unidos, pois as condições na Irlanda eram ainda piores. No século XIX, os EUA estavam experimentando uma aceleração do crescimento econômico, que expandiu os mercados na indústria e na agricultura. Morar nos Estados Unidos era mais promissor porque as oportunidades econômicas abriam caminho para a melhoria pessoal; os irlandeses que viviam em meio à pobreza urbana americana pelo menos tinham a chance de economizar dinheiro e se mudarem para áreas mais confortáveis no futuro, enquanto que, na Irlanda, a pobreza era considerada permanente.
Embora os católicos irlandeses tenham começado muito baixo na escala social, por volta de 1900, eles já tinham emprego e renda igual à média americana. No entanto, havia ainda muita pobreza entre os irlandeses da classe trabalhadora em Chicago, Boston, Nova York, e em outras partes do país. Depois de 1945, os irlandeses católicos consistentemente ascenderam ao topo da hierarquia social, graças principalmente à sua elevada taxa de graduação em faculdade.
A crescente aculturação dos irlandeses nos Estados Unidos vagarosamente produziu resultados econômicos tangíveis. Embora a primeira geração tenha permanecido exercendo trabalhos manuais desqualificados, a partir da segunda geração passaram a ocupar mais espaço em profissões de colarinho-branco. Dados de 1890 de Boston mostram que apenas 10% dos irlandeses de primeira geração tinham emprego de colarinho-branco; porém, na segunda geração, a percentagem crescia para quase 40%. 2/3 dos irlandeses de primeira geração terminavam suas carreiras como trabalhadores não qualificados e semiqualificados, porém apenas 1/3 dos seus filhos terminavam suas carreiras na mesma situação.
Com a melhoria econômica, os irlandeses também foram abandonando os cortiços e as favelas onde costumavam morar. Agora, quem ia morar nessas favelas eram os novos imigrantes, principalmente italianos. Em 1910, a proporção de imigrantes italianos não qualificados e semiqualificados, em Boston, era precisamente igual à dos irlandeses, vinte anos antes. Assim como os americanos de nascimento "fugiam" dos bairros onde os irlandeses iam morar nas décadas anteriores, agora eram os irlandeses que estavam fugindo dos bairros onde os negros, judeus e italianos iam morar. No final do século XIX, os trabalhos manuais, que antes eram dominados pelos irlandeses, estavam sendo ocupados pelos "novos" imigrantes franco-canadenses, italianos ou poloneses. Enquanto isso, os irlandeses estavam migrando para a área de escrituração, contabilidade e negócios. A ascensão social dos irlandeses na sociedade americana já era evidente.
Dados socioeconômicos do governo americano de 2015 mostram que os descendentes de irlandeses estão em melhor situação que a média americana. Em 2015, 36,2% dos descendentes de irlandeses com 25 anos ou mais tinham um diploma de bacharel ou superior, comparado com 30,6% da média americana. Além disso, 94,1% dos descendentes nessa faixa etária tinham pelo menos diploma de ensino médio, comparado com 87,1% para os americanos em geral. A renda média das famílias chefiadas por um descendente de irlandeses era de $ 64.322 dólares, maior do que a renda familiar média de $ 55.775 dólares para todas as famílias americanas. Além disso, 6,5% das famílias chefiadas por um descendente de irlandeses estavam na pobreza, abaixo da taxa de 10,6% para os americanos em geral.

## Demografia

### Religião
Dois grupos religiosos irlandeses imigraram para os Estados Unidos: protestantes e católicos. Os evangélicos chegaram sobretudo no período colonial, enquanto os católicos imigraram em massa no século XIX. Pesquisas da década de 1990 mostram que, dos americanos que identificaram sua origem como "irlandesa", 51% disseram que eram protestantes e 36%, católicos. No Sul, os protestantes são 73% dos irlandeses, enquanto os católicos representam 19%. No Norte, 45% das pessoas de origem irlandesa são católicas, enquanto que 39% são protestantes. Líderes irlandeses foram proeminentes na Igreja Católica nos Estados Unidos por mais de 150 anos. Os irlandeses foram os líderes nas tradições presbiteriana e metodistas de igual maneira.

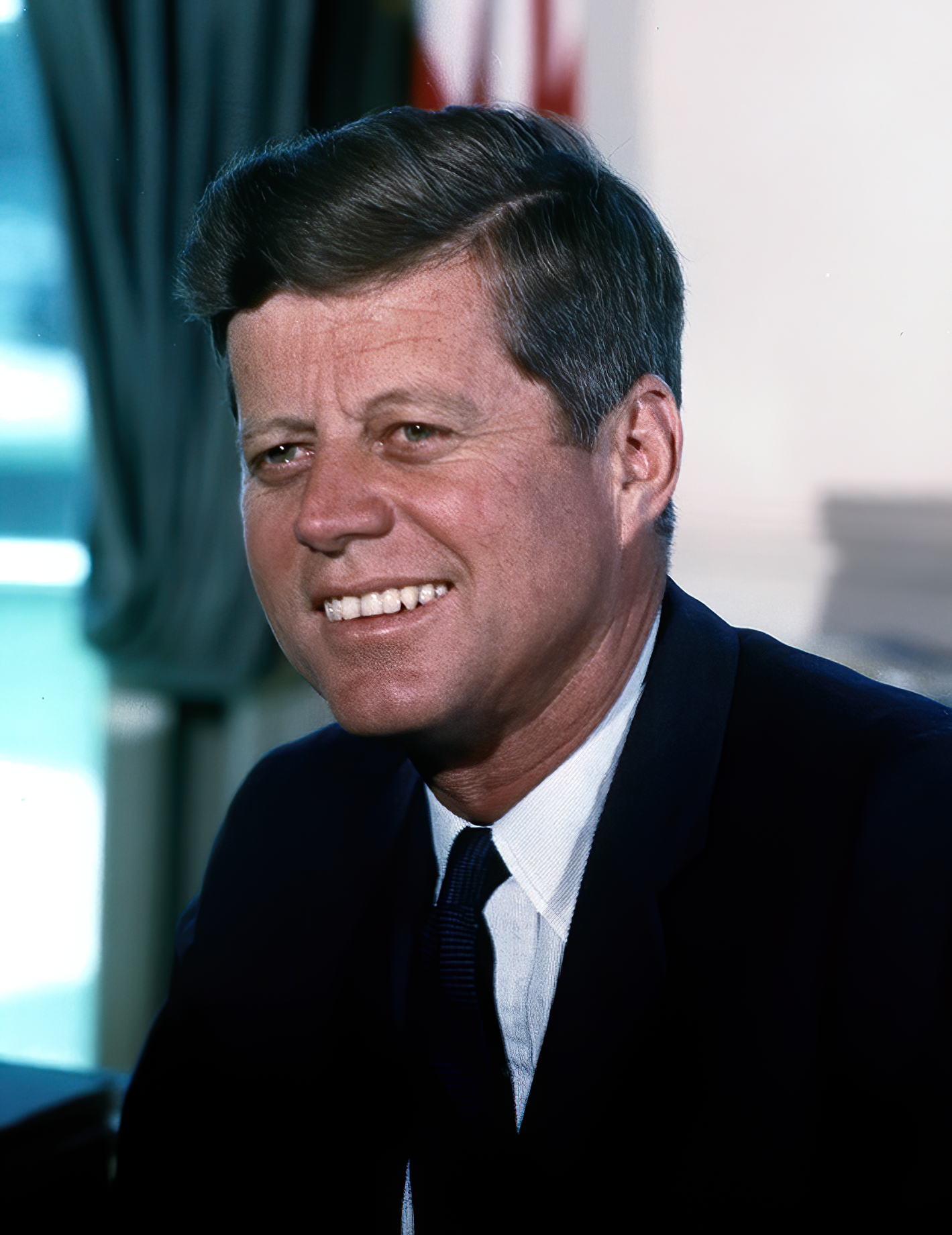
Descendente de irlandeses, John F. Kennedy foi o primeiro presidente católico dos Estados Unidos.

Entre 1607 e 1820, a maioria dos emigrantes da Irlanda na América eram protestantes e estes se identificavam simplesmente como "irlandeses". Porém, a distinção religiosa se tornou importante depois de 1820, quando um grande número de católicos irlandeses começou a emigrar para os Estados Unidos. Os descendentes dos colonos protestantes oriundos de Úlster que chegaram na época colonial, então, começaram a se autodenominar Scotch-Irish ("escoceses-irlandeses"), para salientar suas origens históricas e se distanciarem dos irlandeses católicos que estavam chegando em massa. Em 1830, a demografia da diáspora irlandesa tinha mudado rapidamente, com mais de 60% de todos os imigrantes irlandeses nos Estados Unidos sendo católicos de áreas rurais da Irlanda.
Os irlandeses foram o primeiro grande grupo católico a imigrar para os Estados Unidos. Eles se tornaram proeminentes na liderança da Igreja Católica nos país por volta de 1850. Em 1890, havia 7,3 milhões de católicos nos EUA, e a maioria dos bispos eram irlandeses. Mesmo com a chegada de milhões de imigrantes católicos alemães, poloneses ou italianos, os irlandeses permaneceram dominando a hierarquia católica norte-americana. No final da década de 1970, quando os descendentes de irlandeses perfaziam somente 17% dos católicos norte-americanos, eles eram 35% dos padres e 50% dos bispos, juntamente com uma proporção similar de presidentes de faculdades e hospitais católicos.

#### Preconceito
Os irlandeses sofreram alguns tipos de preconceito quando da sua imigração para os Estados Unidos. Católicos e protestantes mantiveram distância; casamentos entre os dois grupos eram incomuns e fortemente desencorajados pelos pastores e padres. O preconceito contra os irlandeses católicos nos EUA atingiu seu auge em meados da década de 1850, com o movimento Know Nothing, que tentou expulsar os católicos de cargos públicos. Depois de um ou dois anos de sucesso local, esse partido desapareceu. Alguns historiadores, no entanto, afirmam que a discriminação no trabalho, de fato, foi mínima.

### A população atualmente

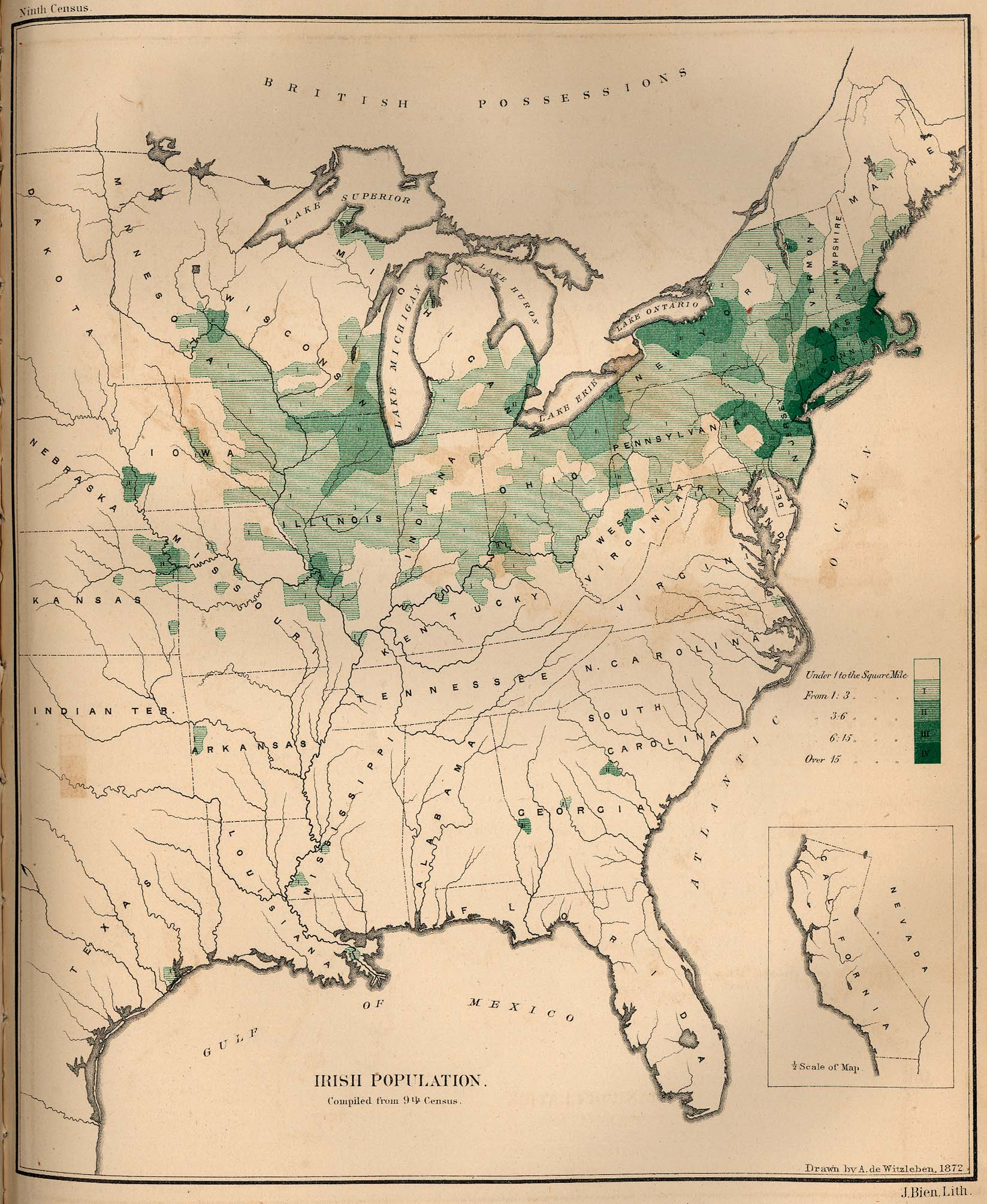
Concentração de pessoas nascidas na Irlanda, no censo americano de 1870

De acordo com dados de 2015, 32,7 milhões de americanos disseram ter ascendência irlandesa, 10,2% da população dos Estados Unidos. Este número é sete vezes maior que a população da Irlanda, que conta com somente 4,6 milhões de habitantes. É também a segunda maior ancestralidade apontada pelos americanos, perdendo apenas para a alemã.
Os imigrantes irlandeses pobres que fugiram de sua pátria afetada pela fome, nas décadas de 1840 e 1850, geralmente se estabeleceram nas cidades portuárias do Nordeste dos Estados Unidos ou perto delas. Em 2015, seus descendentes continuavam concentrados nessa área, especialmente na Nova Inglaterra, que tinha as maiores percentagens de residentes que afirmam ter ascendência irlandesa: Massachusetts (21,6% da população), New Hampshire (21,0%), Rhode Island (18,3%), Vermont (17,9%) e Maine (17,6%). A Califórnia tinha 2,5 milhões de pessoas que afirmavam ter ascendência irlandesa, o maior número de todos os estados. Dois outros estados — Nova Iorque e Pensilvânia — também tinham mais de 2 milhões de irlandeses e descendentes. A região metropolitana com mais descendentes de irlandeses foi a de Boston, estando na cidade de Braintree a maior concentração de irlandeses e descendentes, 40,2%.
Os dados mostram que os descendentes de irlandeses estão mais concentrados nos subúrbios do que em cidades em Nova Iorque, Filadélfia ou Boston, onde eles costumavam se concentrar no passado.
Por sua vez, os Scotch-Irish, que chegaram antes dos irlandeses, ainda no século XVIII, mudaram-se para o interior mais montanhoso das Treze Colônias, e seus descendentes ainda se concentravam por lá: Carolina do Norte (2,6% da população), Carolina do Sul (2,4%), Tennessee (2,2%) e Virgínia Ocidental (2,0%).
Esses dados devem ser analisados com cautela, pois as ancestralidades são baseadas na autodeclaração dos entrevistados, o que pode não refletir a realidade demográfica. No censo de 2010, 34,7 milhões de americanos alegavam ter ascendência irlandesa, ao passo que, no censo de 1980, esse número era de 40,2 milhões, ou 15% da população. No censo, os americanos podem listar apenas dois países em que tenham ancestralidade. Isso pode impor um viés nas conclusões da pesquisa e limitar os americanos que têm várias nacionalidades na sua ancestralidade. Ademais, para muitos descendentes de irlandeses, a ligação com a Irlanda "está cada vez mais distante", tendo em vista que essa imigração ocorreu há várias gerações.